# 壬生 (京都市)
壬生（みぶ）は、京都市中京区の南西部に位置する地域の地名である。
「壬生」の地名は、近世から近代にかけては村名・大字名として用いられた。
現在、地域は「壬生」を冠する30の公称町で構成されている。

## 地理
壬生地域（公称町名に「壬生」を冠する地域）は、京都市中京区の南西部に位置し、中京区の教業学区・西ノ京地域、下京区の中堂寺地域、西七条地域、右京区の西院地域に接している。範囲は、北は三条通、南は概ね松原通、東は櫛笥通、西は西大路通の一筋東である。四条通が交通の主要軸となっており、並行して阪急京都線や嵐電が通っている。かつてはトロリーバスも運行されていたが、現在では廃止されている。

## 歴史
地名はかつて、湿地帯であったことに由来する。平安京造営の際に開発されたが衰退し、元の湿地帯に戻った。朱雀院跡がNISSHA本社の敷地から発掘されている。
中世以後、この地に壬生寺が建立され、寺の東側周辺は門前町と集落として形成された（西側はほとんどが田畑であった）。さらに文明年間には壬生構という囲いが作られていた（『晴富宿禰記』 ）。寺の境内には水茶屋が設けられ、後に花街として発展した。
近世には京都西郊の村落壬生村（みぶむら）として、1729年（享保14年）段階では村高1,244石余、35の領主が存在する相給の地であった（山口（泰）家文書）。江戸時代末期、新選組が現在建物が残っている八木邸を屯所としていた。また1864年（元治元年）には1万3800坪におよぶ細川家の藩邸が坊門高辻に設けられている（南部（彰）家文書）。新選組は慶応元年（1865年）には西本願寺に本拠を移したが、鍛錬の場として使われた。
一方、花街としての壬生は京都市左京区の川端二条に存在した二条新地の出稼ぎ地として許可され、明治を迎えたが機能せず、1880年（明治13年）に消滅した。
1863年（文久3年）に西高瀬川が開削され村内に木場が設けられ、1871年（明治3年）には三条通に沿って流れるようになり、千本通三条以南の材木市場で取引されるなど、木材産業が集積した。
1889年（明治22年）の市制町村制により壬生村は、西ノ京村、聚楽廻の各村とともに葛野郡朱雀野村の一部となった。
1918年（大正7年）に、朱雀野村が西院村の一部と共に京都市下京区（当時）に編入され、1929年（昭和4年）に、上京区・下京区から、左京区・中京区・東山区が分区されると中京区に属した。
戦前までは壬生寺の西側は田畑が多く残っており、江戸時代の『拾遺都名所図会』（現代で言うところの絵解き京都観光ガイドブック）の巻之一　平安城51頁：壬生隼社にも登場する壬生菜の産地として名を馳せていたが、現在は開発が進み完全に市街地と化して田畑は全く残っていない。現在、壬生菜の生産は郊外の畑で行われている。（壬生から見て西南方向の西院（西大路五条以西）では今でもわずかに田畑が残る）
現在、中京区の四条大宮から西大路通にかけての一部が壬生の名を冠する。住宅地としても近くには西新道商店街があり、また、新撰組ゆかりの観光地として賑わっている。
2007年までは京都市交通局の所在地でもあり、京都市電・トロリーバス・京都市営バスの車庫（操車場）として機能していた。交通局の移転後庁舎は解体され、跡地は京都府に譲渡されて京都府中京警察署となる。現在は壬生操車場のみが残っている。

## 町名・元学区

### 沿革
大正7年（1918年）に、朱雀野村が西院村の一部と共に京都市下京区（当時）に編入され、編入された区域により下京第34学区が編成された。旧朱雀野村大字壬生は同学区内で壬生を冠する17の町となり、旧西院村大字西院は、西院を冠する5つの町となった。また、昭和4年（1929年）に、上京区・下京区から、左京区・中京区・東山区が分区され、学区名が小学校名により改称されると、下京第34学区は、中京区の朱雀学区となった。その後昭和6年（1931年）に同学区内で西院を冠していた5つの町の冠称は、壬生に変更された。
朱雀学区には、昭和12年（1937年）までに朱雀第一から第八までの8つの小学校が置かれ、昭和16年（1941年）の国民学校令により、国民学校の通学区域を単位として設置された町内会連合会がもとになって、戦後朱雀第一から第八までの元学区となった。（中京区役所関連の資料では、この昭和16年に朱雀学区が8つに分かれたとしている。）
公称町名に壬生を冠する地域は、地域自治の区分である元学区（学区）では朱雀第一・第四・第五学区それぞれの一部および朱雀第三・第七学区の全部にまたがって位置する。

### 元学区別の公称町
京都市区の所管区域条例によれば30の公称町で構成されており、元学区別の町名は以下のとおり。旧西院村に位置するものには下線を付している。なお、町名について京都市編入前の字（あざ）名と編入後の町名の対応については「朱雀野村#大字壬生」を、京都市編入後の町名の変遷については、「京都市中京区の町名#壬生地区」を参照。
朱雀第一学区
- 壬生馬場町
- 壬生朱雀町
- 壬生御所ノ内町
- 壬生坊城町
- 壬生花井町[町 1]
- 壬生天池町[町 1]

朱雀第三学区
- 壬生高樋町
- 壬生松原町
- 壬生辻町
- 壬生梛ノ宮町
- 壬生賀陽御所町
- 壬生相合町

朱雀第四学区
- 壬生上大竹町[町 2]

朱雀第五学区
- 壬生花井町[町 1]
- 壬生中川町
- 壬生淵田町
- 壬生東淵田町
- 壬生神明町
- 壬生天池町[町 1]
- 壬生森町
- 壬生上大竹町[町 2]
- 壬生東大竹町
- 壬生西大竹町
- 壬生仙念町[町 3]

朱雀第七学区
- 壬生森前町
- 壬生下溝町
- 壬生仙念町[町 3]
- 壬生東土居ノ内町
- 壬生西土居ノ内町
- 壬生土居ノ内町[町 4]
- 壬生東檜町
- 壬生西檜町
- 壬生檜町
- 壬生東高田町

1. 1 2 3 4  JR山陰本線（嵯峨野線）以東が朱雀第一学区、以西が朱雀第五学区となる。
2. 1 2  朱雀第四学区と朱雀第五学区に含まれる。
3. 1 2  朱雀第五学区と朱雀第七学区に含まれる。
4. ↑  御土居に由来する。

## 教育

### 小・中学校の通学区域
市立小・中学校に通う場合、以下の学校の通学区域に含まれる。それぞれの小学校の通学区域（上記の「元学区（学区）」とは異なる。）については、各小学校の記事を参照。
小学校
- 京都市立朱雀第一小学校
- 京都市立朱雀第三小学校
- 京都市立朱雀第四小学校
- 京都市立朱雀第七小学校

中学校
- 京都市立松原中学校
- 京都市立中京中学校
- 京都市立朱雀中学校

## 交通
地域内には、JR山陰本線（嵯峨野線）、阪急電鉄京都本線、京福電気鉄道嵐山本線（嵐電）が通っている。
地域内の主な道路は、地域の中央を東西に貫く四条通であり、昭和初期に京都市区改正設計により拡築された。拡築以降、京都市営トロリーバスの無軌条線（のちに梅津線に統合）が運行されたが現在は廃止されている。

### 鉄道
- 京福電気鉄道嵐山本線（嵐電）
  - 西院駅[注釈 3]
  - かつて壬生駅が存在した。
- JR山陰本線（嵯峨野線）
- 阪急電鉄京都本線

### 路線バス
- 京都市営バス 西日本JRバス 停留所
  - 千本三条・朱雀立命館前
- 京都市営バス 京都バス 停留所
  - 壬生寺道
  - 四条中新道
- 京都市営バス 停留所
  - みぶ操車場前
  - 四条御前通
- 京都市営バス・京都バス・京阪京都交通 停留所
  - 市立病院前

### 道路

#### 東西の通り
- 三条通
- 六角通
- 蛸薬師通
- 四条通
- 綾小路通
- 仏光寺通
- 高辻通
- 松原通
- 五条通

#### 南北の通り
- 壬生川通
- 矢城通
- 美福通
- 坊城通
- 千本通
- 大平通
- 東新道
- 七本松通（中新道）
- 西新道
- 旧御前通
- 御前通
- 天神通
- 西ノ土居通

#### 斜行する通り
- 後院通

## 主な施設
教育機関
- 京都看護大学
- 京都両洋高等学校
- 京都市立松原中学校
- 京都市立朱雀中学校
- 京都市立洛中小学校
- 京都市立朱雀第一小学校
- 京都市立朱雀第三小学校
- 京都市立朱雀第七小学校

公的機関
- 京都府警察中京警察署
- 京都労働者総合会館 ラボール京都

主な企業
- NISSHA

その他
- 京都市立病院
- 京都壬生松原郵便局
- 京都西院郵便局

## 名所・旧跡等
社寺・旧跡
- 壬生寺[14]
  - 壬生狂言
- 梛神社
- 八木邸
- 京都清宗根付館 (旧神先家住宅)

史跡
- 朱雀院
- 御土居